# Lijst van Eerste Kamerleden 2011-2015
Lijst van Eerste Kamerleden 2011-2015 geeft een overzicht van de leden van de Nederlandse Eerste Kamer in de periode tussen de verkiezingen van 2011 en de verkiezingen van 2015. De zittingsperiode van de Eerste Kamer ging in op 7 juni 2011 en eindigde op 9 juni 2015. 
De Eerste Kamer telde 75 leden, gekozen door de leden van Provinciale Staten. Eerste Kamerleden werden gekozen voor een termijn van vier jaar.
| Naam                             | politieke partij                        | begindatum        | einddatum         | refs   |
| -------------------------------- | --------------------------------------- | ----------------- | ----------------- | ------ |
| Joris Backer                     | Democraten 66                           | 7 juni 2011       | 9 juni 2015       | [ 1 ]  |
| Marleen Barth                    | Partij van de Arbeid                    | 7 juni 2011       | 9 juni 2015       | [ 2 ]  |
| Henk Beckers                     | Volkspartij voor Vrijheid en Democratie | 7 juni 2011       | 9 juni 2015       | [ 3 ]  |
| Martin van Beek                  | Partij voor de Vrijheid                 | 2 oktober 2012    | 9 juni 2015       | [ 4 ]  |
| Jannette Beuving                 | Partij van de Arbeid                    | 7 juni 2011       | 9 juni 2015       | [ 5 ]  |
| Sophie van Bijsterveld           | Christen-Democratisch Appèl             | 7 juni 2011       | 9 juni 2015       | [ 6 ]  |
| Margreet de Boer                 | Groen Links                             | 7 juni 2011       | 9 juni 2015       | [ 7 ]  |
| Roger van Boxtel                 | Democraten 66                           | 7 juni 2011       | 9 juni 2015       | [ 8 ]  |
| Elco Brinkman                    | Christen-Democratisch Appèl             | 7 juni 2011       | 9 juni 2015       | [ 9 ]  |
| Willem Bröcker                   | Volkspartij voor Vrijheid en Democratie | 7 juni 2011       | 9 juni 2015       | [ 10 ] |
| Ankie Broekers-Knol              | Volkspartij voor Vrijheid en Democratie | 7 juni 2011       | 9 juni 2015       | [ 11 ] |
| Jan Anthonie Bruijn              | Volkspartij voor Vrijheid en Democratie | 6 november 2012   | 9 juni 2015       | [ 12 ] |
| Adri Duivesteijn                 | Partij van de Arbeid                    | 5 februari 2013   | 9 juni 2015       | [ 13 ] |
| Peter van Dijk                   | Partij voor de Vrijheid                 | 7 juni 2011       | 9 juni 2015       | [ 14 ] |
| Heleen Dupuis                    | Volkspartij voor Vrijheid en Democratie | 7 juni 2011       | 9 juni 2015       | [ 15 ] |
| Anne-Wil Duthler                 | Volkspartij voor Vrijheid en Democratie | 7 juni 2011       | 9 juni 2015       | [ 16 ] |
| Tuur Elzinga                     | Socialistische Partij                   | 7 juni 2011       | 9 juni 2015       | [ 17 ] |
| Hans Engels                      | Democraten 66                           | 7 juni 2011       | 9 juni 2015       | [ 18 ] |
| Peter Essers                     | Christen-Democratisch Appèl             | 7 juni 2011       | 9 juni 2015       | [ 19 ] |
| Peter Ester                      | ChristenUnie                            | 7 juni 2011       | 9 juni 2015       | [ 20 ] |
| Marjolein Faber-van de Klashorst | Partij voor de Vrijheid                 | 7 juni 2011       | 9 juni 2015       | [ 21 ] |
| Anne Flierman                    | Christen-Democratisch Appèl             | 7 juni 2011       | 9 juni 2015       | [ 22 ] |
| Hans Franken                     | Christen-Democratisch Appèl             | 7 juni 2011       | 9 juni 2015       | [ 23 ] |
| Mariëtte Frijters                | Partij voor de Vrijheid                 | 7 juni 2011       | 9 juni 2015       | [ 24 ] |
| Ruard Ganzevoort                 | Groen Links                             | 7 juni 2011       | 9 juni 2015       | [ 25 ] |
| Arda Gerkens                     | Socialistische Partij                   | 6 november 2012   | 9 juni 2015       | [ 26 ] |
| Fred de Graaf                    | Volkspartij voor Vrijheid en Democratie | 7 juni 2011       | 9 juni 2015       | [ 27 ] |
| Machiel de Graaf                 | Partij voor de Vrijheid                 | 7 juni 2011       | 20 september 2012 | [ 28 ] |
| Thom de Graaf                    | Democraten 66                           | 7 juni 2011       | 9 juni 2015       | [ 29 ] |
| Marcel de Graaff                 | Partij voor de Vrijheid                 | 7 juni 2011       | 1 juli 2014       | [ 30 ] |
| Frank de Grave                   | Volkspartij voor Vrijheid en Democratie | 7 juni 2011       | 9 juni 2015       | [ 31 ] |
| Loek Hermans                     | Volkspartij voor Vrijheid en Democratie | 7 juni 2011       | 9 juni 2015       | [ 32 ] |
| Wopke Hoekstra                   | Christen-Democratisch Appèl             | 7 juni 2011       | 9 juni 2015       | [ 33 ] |
| Gerrit Holdijk                   | Staatkundig Gereformeerde Partij        | 7 juni 2011       | 9 juni 2015       | [ 34 ] |
| Guusje ter Horst                 | Partij van de Arbeid                    | 7 juni 2011       | 9 juni 2015       | [ 35 ] |
| Helmi Huijbregts-Schiedon        | Volkspartij voor Vrijheid en Democratie | 7 juni 2011       | 9 juni 2015       | [ 36 ] |
| Frank van Kappen                 | Volkspartij voor Vrijheid en Democratie | 7 juni 2011       | 9 juni 2015       | [ 37 ] |
| Reinette Klever                  | Partij voor de Vrijheid                 | 7 juni 2011       | 20 september 2012 | [ 38 ] |
| Liesbeth Kneppers-Heynert        | Volkspartij voor Vrijheid en Democratie | 7 juni 2011       | 9 juni 2015       | [ 39 ] |
| Menno Knip                       | Volkspartij voor Vrijheid en Democratie | 7 juni 2011       | 9 juni 2015       | [ 40 ] |
| Niko Koffeman                    | Partij voor de Dieren                   | 7 juni 2011       | 9 juni 2015       | [ 41 ] |
| Kees Kok                         | Partij voor de Vrijheid                 | 2 oktober 2012    | 9 juni 2015       | [ 42 ] |
| Anne Koning                      | Partij van de Arbeid                    | 18 juni 2013      | 9 juni 2015       | [ 43 ] |
| Ruud Koole                       | Partij van de Arbeid                    | 7 juni 2011       | 9 juni 2015       | [ 44 ] |
| Alexander Kops                   | Partij voor de Vrijheid                 | 8 juli 2014       | 9 juni 2015       | [ 45 ] |
| Tiny Kox                         | Socialistische Partij                   | 7 juni 2011       | 9 juni 2015       | [ 46 ] |
| Roel Kuiper                      | ChristenUnie                            | 7 juni 2011       | 9 juni 2015       | [ 47 ] |
| Kees de Lange                    | Onafhankelijke Senaatsfractie           | 7 juni 2011       | 9 juni 2015       | [ 48 ] |
| Kees de Lange                    | fractie-De Lange                        | 7 juni 2011       | 9 juni 2015       | [ 48 ] |
| René van der Linden              | Christen-Democratisch Appèl             | 7 juni 2011       | 9 juni 2015       | [ 49 ] |
| Marijke Linthorst                | Partij van de Arbeid                    | 7 juni 2011       | 9 juni 2015       | [ 50 ] |
| Pia Lokin-Sassen                 | Christen-Democratisch Appèl             | 7 juni 2011       | 9 juni 2015       | [ 51 ] |
| Maria Martens                    | Christen-Democratisch Appèl             | 7 juni 2011       | 9 juni 2015       | [ 52 ] |
| Erik Meijer                      | Socialistische Partij                   | 8 juli 2014       | 9 juni 2015       | [ 53 ] |
| Pauline Meurs                    | Partij van de Arbeid                    | 7 juni 2011       | 15 januari 2013   | [ 54 ] |
| Jan Nagel                        | 50PLUS                                  | 7 juni 2011       | 9 juni 2015       | [ 55 ] |
| Han Noten                        | Partij van de Arbeid                    | 7 juni 2011       | 5 februari 2013   | [ 56 ] |
| Gabriëlle Popken                 | Partij voor de Vrijheid                 | 7 juni 2011       | 9 juni 2015       | [ 57 ] |
| André Postema                    | Partij van de Arbeid                    | 7 juni 2011       | 9 juni 2015       | [ 58 ] |
| Kim Putters                      | Partij van de Arbeid                    | 7 juni 2011       | 11 juni 2013      | [ 59 ] |
| Nanneke Quik-Schuijt             | Socialistische Partij                   | 7 juni 2011       | 9 juni 2015       | [ 60 ] |
| Geert Reuten                     | Socialistische Partij                   | 7 juni 2011       | 9 juni 2015       | [ 61 ] |
| Jos van Rey                      | Volkspartij voor Vrijheid en Democratie | 7 juni 2011       | 23 oktober 2012   | [ 62 ] |
| Tobias Reynaers                  | Partij voor de Vrijheid                 | 7 juni 2011       | 9 juni 2015       | [ 63 ] |
| Bob Ruers                        | Socialistische Partij                   | 7 juni 2011       | 9 juni 2015       | [ 64 ] |
| Sybe Schaap                      | Volkspartij voor Vrijheid en Democratie | 7 juni 2011       | 9 juni 2015       | [ 65 ] |
| Marijke Scholten                 | Democraten 66                           | 7 juni 2011       | 9 juni 2015       | [ 66 ] |
| Koos Schouwenaar                 | Volkspartij voor Vrijheid en Democratie | 7 juni 2011       | 9 juni 2015       | [ 67 ] |
| Nico Schrijver                   | Partij van de Arbeid                    | 7 juni 2011       | 9 juni 2015       | [ 68 ] |
| Esther-Mirjam Sent               | Partij van de Arbeid                    | 7 juni 2011       | 9 juni 2015       | [ 69 ] |
| Tineke Slagter-Roukema           | Socialistische Partij                   | 7 juni 2011       | 9 juni 2015       | [ 70 ] |
| Eric Smaling                     | Socialistische Partij                   | 7 juni 2011       | 14 mei 2013       | [ 71 ] |
| Ronald Sørensen                  | Partij voor de Vrijheid                 | 7 juni 2011       | 9 juni 2015       | [ 72 ] |
| Gom van Strien                   | Partij voor de Vrijheid                 | 7 juni 2011       | 9 juni 2015       | [ 73 ] |
| Tineke Strik                     | Groen Links                             | 7 juni 2011       | 9 juni 2015       | [ 74 ] |
| Ben Swagerman                    | Volkspartij voor Vrijheid en Democratie | 7 juni 2011       | 9 juni 2015       | [ 75 ] |
| Joyce Sylvester                  | Partij van de Arbeid                    | 7 juni 2011       | 9 juni 2015       | [ 76 ] |
| Gerrit Terpstra                  | Christen-Democratisch Appèl             | 7 juni 2011       | 9 juni 2015       | [ 77 ] |
| Tof Thissen                      | Groen Links                             | 7 juni 2011       | 9 juni 2015       | [ 78 ] |
| Arjan Vliegenthart               | Socialistische Partij                   | 7 juni 2011       | 2 juli 2014       | [ 79 ] |
| Janny Vlietstra                  | Partij van de Arbeid                    | 7 juni 2011       | 9 juni 2015       | [ 80 ] |
| Marijke Vos                      | Groen Links                             | 7 juni 2011       | 9 juni 2015       | [ 81 ] |
| Klaas de Vries                   | Partij van de Arbeid                    | 7 juni 2011       | 9 juni 2015       | [ 82 ] |
| Greetje de Vries-Leggedoor       | Christen-Democratisch Appèl             | 7 juni 2011       | 9 juni 2015       | [ 83 ] |
| Willem Witteveen                 | Partij van de Arbeid                    | 15 januari 2013   | 17 juli 2014      | [ 84 ] |
| Wouter van Zandbrink             | Partij van de Arbeid                    | 23 september 2014 | 9 juni 2015       | [ 85 ] |